# Jurassic World Evolution 3
Jurassic World Evolution 3 é um futuro jogo eletrônico de simulação de construção e gerenciamento desenvolvido e publicado pela Frontier Developments. É uma sequência de Jurassic World Evolution 2 e está previsto para ser lançado para PlayStation 5, Windows e Xbox Series X/S em 21 de outubro de 2025.

## Jogabilidade
Semelhante aos seus antecessores, Jurassic World Evolution 3 é um jogo de simulação de construção e gerenciamento que desafia os jogadores a construir e gerenciar seu próprio parque temático pré-histórico com tema Jurassic World. O jogo apresenta mais de 80 espécies de dinossauros, com  mais de 70 delas possuindo suas próprias variantes femininas, masculinas e juvenis distintas. O jogo também introduziu um conjunto mais amplo de ferramentas de criação de parques, permitindo que os jogadores modifiquem extensivamente o terreno de um parque e adicionem itens de cenário modulares. Parques, edifícios personalizados e recintos também podem ser compartilhados com outros jogadores usando o Frontier Workshop.
Além dos modos sandbox e desafio, o jogo também apresenta um modo campanha ambientado em locais como Japão e Havaí. Jeff Goldblum repete seu papel como Dr. Ian Malcolm no modo campanha.

## Desenvolvimento e lançamento
O jogo foi anunciado pela Frontier Developments em maio de 2024. O jogo revelou seu primeiro trailer em junho de 2025. Está previsto para ser lançado para as plataformas PlayStation 5, Windows e Xbox Series X/S em 21 de outubro de 2025. Os jogadores também podem comprar a Deluxe Edition do jogo, que concede acesso a quatro dinossauros adicionais (Protoceratops, Guanlong, Thanatosdrakon e Concavenator), enquanto os jogadores que encomendaram o jogo podem obter acesso ao "Badlands Set", que inclui itens inspirados no local de escavação do filme original Jurassic Park.